# ミクロマン
ミクロマンは、株式会社タカラ（現：タカラトミー）から発売されていた可動式フィギュアである。
ミクロマンシリーズのうち、1974年のラインナップにあたる。本項では、1974年から1980年までのシリーズについて詳述する。

## 概要
全身14箇所可動の身長約10cmの小型フィギュア。その乗り物、基地など多数が発売された。小型で安価であるため商品点数も多く、ヒット商品となった。敵キャラクターであるアクロイヤーや、磁石を関節に応用したタイタンシリーズ。ミクロマンよりもさらに小型のフードマンと呼ばれるシリーズなど、毎年新たなキャラクターが投入された。
アニメなどのTV媒体での展開のない玩具主導の展開で、主に商品に同梱された小冊子などに描かれたオリジナルストーリーがその世界観を支えていた他、講談社テレビマガジンを中心に、小学館小学二年生、秋田書店の冒険王などで雑誌展開され、漫画連載やファンクラブなども結成され、子供の間でブームとなった。

## ストーリー
何億年もの昔、3万光年の彼方に高度な文明を持つ星「ミクロアース」があった。地球と変わらない自然環境にミクロマンがユートピアを建設して平和に暮らしていた。しかし謎の大爆発を起こし、銀河系宇宙から消滅してしまった。だが、たくましい生命力を持つミクロマンたちは大爆発のときにできた水晶体の中に眠り、宇宙をさまよっていた。やがて太陽から放射される光子と強い宇宙線により彼らは突然蘇ったのだ。やがて地球に降り立ったミクロマンは「スペクトルMX光線」によって次々と仲間たちを蘇生。地球にユートピア建設を進めることになった。　（商品封入カタログより抜粋）
ミクロマンのストーリーは、商品展開に沿ってそれぞれのストーリーが付加されていく。また基本設定やディティールなども時代と共に徐々に変化して行く。
最初期の設定では、「宇宙科学局」を中心とし、非常に発達した科学技術の理想社会を掲げミクロ星からやってきた宇宙人の活動を軸とする。
未知の元素αH7により母星が崩壊、脱出した彼らも小型化したという描写がなされていた。
また、雑誌展開された漫画などでも、それぞれディティールの異なる設定でストーリーが語られている。

## 主要商品一覧

### ミクロマン
メインのラインナップ。前述の通り、商品展開と共に設定そのものは変遷して行くが、この時点での設定では、もともとはミクロ星人だったがミクロ星（ミクロアース）の崩壊から逃れて脱出カプセルで宇宙を漂流しているうちに身体が変化し、小さな超人となったという設定であった。一体一体に個別のナンバー（再編などで変更された例も有る）と名前（各シリーズごとに名前のイニシャルが統一されている（のちに破綻している））が付けられている。地球に自身らのユートピア・ミクロマンゾーンを作るべく悪との戦いや資源の探索を行う。
M10Xシリーズ
最も初期のシリーズ。ボディはクリアカラーの成型色一色で、腹部には取り外しが可能なメッキパーツ「ミクロブレスト」がついている。ミクロブレストは地球上空のバン・アレン帯を漂う大水晶体からの光子エネルギーをチャージ可能な集光装置を搭載しており、これを装着しない時は普通の人間同等の能力で、装着すると超人になれるという設定。4体それぞれ成型色とミクロブレストのデザインが異なる。手首・足首は白。イニシャルはJ（ローマ字表記）
- M101ジョージ（クリアーミクロマン）　成型色はクリアー、ミクロブレストはグリーンメッキ。第4期以降のカプセルのベットの成型色は赤。
- M102ジャック（イエローミクロマン）　成型色はクリアーイエロー、ミクロブレストはゴールドメッキ。第4期以降のカプセルのベッドの成型色は青。
- M103ジェシー（ブルーミクロマン）　　成型色はクリアーブルー、ミクロブレストはライトゴールドメッキ。第4期以降のカプセルのベッドの成型色はライトグリーン。
- M104ジョン（オレンジミクロマン）　　成型色はクリアーオレンジ、ミクロブレストはブルーメッキ。第4期以降のカプセルのベットの成型色は白。

M10Xシリーズは販売期間も長かったため、発売時期により仕様が大きく5期に分かれる。
第1期　最初期。4人それぞれの個人名はなくカラーリングで識別されていた。ボディを固定するビスが前から止めるタイプ。のちのシリーズとは異なり、足のパーツは前述の変身サイボーグからの踏襲で素足のようなデザインであり、背中の5mmジョイント穴もなく、手首パーツの基部リングが短く、形状も後続シリーズのラッパ型のように広がっていないなど、異なっている。販売形式は後述する「ミクロマシン」と同梱のブリスター形式（化粧箱に封入）。首部分の固定には金属製の板バネが使用されていた。
第2期　第1期と同様の販売形態。首の固定の方法がゴムチューブに変更。
第3期　単体販売開始。人形単体がプラスチックのカプセルに入った商品形態となった。この形態はその後のシリーズで共通のフォーマットとなるが、最初期という事でカプセルのフード部にはモールドが多く、ベッド部分にボディを固定するクリップパーツが装備。ベッド部の成型色は共通の白になっているなど、若干仕様が異なる。人形自体は第2期と同じもの。
第4期　識別ナンバーと個人名が与えられ、後続シリーズと共通の手首パーツ、M11Xシリーズと共通の足首パーツになり、背中に5mmジョイント穴を増設し、ビスも背中側から止めるタイプに変更され、他シリーズ同様に背中へ装着するメカ搭乗時の固定用L字型パーツが同梱された。カプセルは他シリーズ製品と同様物で、フード部のモールドが一部簡素化されたもの。逆にベッド部のモールドが増えている。この頃より、カプセルのベッド部分の成型色が識別ナンバー別に変更されるようになり、ホールド用クリップパーツが削除された。その後、首部分のゴムチューブの改良やJAPANロゴの追加など、凡そ3回ほどのマイナーチェンジを行っている。なおM103ジェシーのみ、この期よりボディカラー成型色が若干薄い色に変更されている。
第5期　ポリスキーパー発売時で最後期に当たる。製品的差異はポリスキーパーの「パルサーショット」が装備可能なように太腿側面に2mmジョイント穴が追加された。後年レスキュー隊員の商品展開時に発売された「パワーアップセット」にはナンバーと名前がついていない2体のM10Xタイプが付属していた。
- 成型色はクリアーグレー、ミクロブレストはシルバーメッキでM101と同じタイプ。
- 成型色はクリアーグリーン、ミクロブレストはシルバーメッキでM104と同じタイプ。

M11Xシリーズ
成型色が透明ではなくなり、メッキパーツのミクロブレストは体内に内蔵されたという設定によりなくなった。全体にメカニックな印象でシャープであり、極端に細くデザインされたウェストが特徴。胸・手首・脛に貼りつけるシールが付属している。ボディの成型色は（A）胴体・腕・大腿・足、（B）腰部・脛の2色で構成され、手首は白で共通。メンバーは名前のイニシャルがBで統一されている。
- M111ボブソン　 （A）青 （B）白　　カプセルのベッドの成型色はオレンジ。
- M112バーンズ　 （A）白 （B）水色　カプセルのベッドの成型色は朱。
- M113ボビー　　 （A）赤 （B）白　　カプセルのベッドの成型色はアイボリー。
- M114ブラッキー （A）黒 （B）黄　　カプセルのベッドの成型色はレモンイエロー。

M12Xシリーズ
顔つきや上腕などM11Xに比べややマッシブで、脛パーツが当時（1970年代）流行だったパンタロン風にデザインされているのが特徴。胸・手首・脛に貼りつけるシールが付属している。ボディの成型色は（A）胴体・腕・大腿・足、（B）腰部・脛の2色の色分けで構成され、M11Xでは各人異なっていた（B）および手首は白で統一されている。イニシャルはM。
- M121メイスン   （A）赤 （B）白　カプセルのベッドの成型色は薄青。
- M122マイケル   （A）水色 （B）白　カプセルのベットの成型色は濃いピンク。
- M123ミラー　   （A）クリアーグリーン ※ただし足首パーツは軟質樹脂のため透明度が低い （B）白　カプセルのベッドの成型色は白。
- M124マックス　 （A）黄 （B）白　カプセルのベッドの成型色は赤。

### スーパーミクロマン
トミカなどのミニカーや同時期のヒット商品であるポピーの「超合金」のように、ボディの殆どがダイキャストで構成されたシリーズ。
M20Xシリーズ
M101シリーズに似たデザインだが、シリーズでも類を見ないロングブーツを履いているようなデザインが特徴。販売形式はM11Xから共通のカプセル内同梱の上に紙の外箱封入という高級感を感じさせるもの。胴体およびブーツは個別色の焼付塗装、腕・脚部は下地メッキ、ミクロブレストはライトゴールドメッキ、手首は白に統一。背中のジョイント穴がないため、ビークルや基地などのシートに固定する場合は、輪ゴムで固定するよう説明書きされていた。イニシャルはR。
- M201ロビン　　個別色は赤、ミクロブレストはM103タイプ。カプセルのベッドの成型色は黒。
- M202ロバート　個別色はメタリックグリーン、ミクロブレストはM101タイプ。カプセルのベッドの成型色は朱。
- M203ロッキー　個別色はメタリックブルー、ミクロブレストはM104タイプ。カプセルのベッドの成型色はレモンイエロー。

M21Xシリーズ
M11Xシリーズをアレンジしたような精悍なボディーが特徴のスーパーミクロマン第2弾。ミクロブレストはM11Xシリーズ・M12Xシリーズ同様に廃止されている。飛行能力を持つという設定で、背中に装備された5mmジョイントに装着するワンタッチ開閉式のウィング・バックパック「ダッシュウィング」と着脱可能な軟質素材の青いヘルメットが付属する。販売形式はM20Xシリーズ同様だが、化粧箱は「ダッシュウイング」が付属のため幅広のデザインとなっており、「ダッシュウイング」はスポンジで包んで封入されていた。他のシリーズではほぼシルバーに統一されている頭部パーツのメッキがクリアーカラーでコーティングされ個別色になっている。胴体および脛・足首は個別色の焼付塗装、腕・脚部は下地メッキ、手首は白。イニシャルはK。
- M211ケン　　個別色はメタリックゴールド、ダッシュウイングはクリアーイエロー。カプセルのベッドの成型色は白か黒。
- M212カリー　個別色はメタリックイエローグリーン、ダッシュウイングはクリアーグリーン。カプセルのベッドの成型色は白か黒。
- M213キム　　個別色はメタリックブルー、ダッシュウイングはクリアーブルー。カプセルのベッドの成型色は白か黒。

M22Xシリーズ
スーパーミクロマン第3弾。M20Xシリーズの上半身パーツをM10Xシリーズ第4期の仕様へ変更し、さらにブレストを外して装着する「ハンドバズーカ」を付属させたもの。番号が新規扱いになっているが、M20Xシリーズと名前は同じである。バズーカは背中の5mmジョイント穴にもセット可能で、ロケットブースターのようにしても遊べた。販売形式はM21Xシリーズと同じ。イニシャルはM20Xシリーズと名前は同じなのでR。
- M221ロビン　　色はM201と同様。ハンドバズーカはクリアーレッド。カプセルのベットの成型色は黒。
- M222ロバート　色はM202と同様。ハンドバズーカはクリアーグリーン。カプセルのベットの成型色は赤。
- M223ロッキー　色はM203と同様。ハンドバズーカはクリアーブルー。カプセルのベットの成型色は黄。

### タイタン
磁石の入ったボディに球体関節の手足を吸着させるという、ユニークな構造を持ったシリーズ。首と肩、股関節にあたる箇所が8mmの鉄球になっており、自由に着脱可能である。タイタン（Tナンバー）と呼ばれるシリーズはこの後発売されるものも全てこの機構を備えている。販売形式はシリーズを通して発泡スチロール梱包（外箱入り）であった。
元はミクロ星人で土星付近の微弱な光子エネルギー不足を補い、強い引力に対抗して磁力装置を組み込み、毒性の強いメタンの大気を持つ衛星タイタンの苛酷な環境に耐えるため、自らサイボーグとなったという設定がある。ミクロマンが人間同様の容貌なのに対して、ロボット的な容貌を持つ。地球外出身という設定により、名前はギリシャ神話・星座から取られた。
T40Xシリーズ
最初に発売されたタイタン。背中に5mmジョイントを持つほか、5mm穴付きのマグネットコネクタが付属。「アトムカノン」というミサイルランチャーをマグネットコネクタをつけて腕に換装できるほか、「光子ウイング」同様背中にも装備できた。ボディの配色は（A）胴体・腕・脛・アトムカノン本体、（B）大腿・足首・ウイング・アトムカノンの弾丸およびマグネットコネクタ、（C)ブレストメッキパーツ、手首は全員ミクロマンと共通で白という構成。
- T401シリウス　 （A）群青 （B）白 （C）シルバーメッキ
- T402ペガサス　 （A）（B）ともにクリアグリーン （B)のうち、足首とウイング＝軟質素材はオレンジイエロー （C)ゴールドメッキ
- T403ヘラクレス （A）黄 （B）黒 （C）ブルーメッキ

T41Xシリーズ
マグネコンドルという鳥型サイボーグ。タイタンのサポートをする。飛行機のような羽根と脚が別パーツとして付属し、付け替えることでマシンバードになる。ボディの配色は頭部＝首+嘴の上半分と脚部は共通のメッキ、（A）胴体・嘴の下半分、（B）両翼・尾羽、（C）変形用ジェットウイング・エンジンの3色構成。
- T411レッドコンドル　（A）オレンジ （B）黒 （C）青
- T412ブルーコンドル　（A）群青　　　　　　　（B）白 （C）黄

T42Xシリーズ
ドーベルマシンという犬型サイボーグ。タイタンのサポートをする。ハンドルやタイヤ、サドルなどのパーツが付属し、手足パーツとの組み替えでトライクモードになりミクロマンが乗ることが出来る。ボディの配色は（A）本体＝濃いクリアー成型単色、（B）変形用トライクパーツという構成で変形すると2色配置になる。
- T421レッドドーベル　（A）クリアーレッド （B）黄
- T422ブルードーベル　（A）クリアーマリンブルー （B）白

T43Xシリーズ
タイタン2。レーシングタイタン2と呼ばれる。足首は固定の形状になっている。オプションパーツにレーシングカーが付き、手足を外して変形させることが出来た。配色は（A）胴体・腕（B）脚、レーシングカー本体およびリヤウイング（C）タイヤ・フレームの3色構成で手首は白。タイタンと異なりブレスト状メッキパーツが廃止されており、胴体部及び脚部に貼られたシールによるアクセントが重要になっている。
- T431レグルス　（A）青 （B）赤 （C）黒　胴体部シールは黄、脚部シールは胴体と同じ青
- T432ダイモス　（A）黄 （B）黒 （C）白　胴体部シールは青、脚部シールは胴体と同じ黄

T44Xシリーズ
タイタン2。UFOタイタン2と呼ばれる。本体はT43Xシリーズと共通形状の製品。オプションパーツに乗ることのできるUFOが付属。後部翼端に装備された球体ジョイントで腕部や脚部を外した他のタイタンシリーズと合体可能。配色は（A）胴体・腕、（B）脚・フレーム・後部翼端ジョイントパーツ、（C）UFO本体およびタイヤ前脚支柱の3色構成で、手首の白およびUFO前輪パーツ（ダイキャスト製ローラー）の基部の青は両者共通。
- T441イカルス　（A）白 （B）青 （C）シャインブルー　胴体部シールは赤、脚部シールは胴体と同じ白
- T441アキレス　（A）深緑 （B）黒 （C）赤　胴体部シールは白、脚部シールは黄緑

### スパイマジシャン
諜報部員という設定のミクロマン。このシリーズでは他と異なり共通のカプセルは付属せず販売形式はアクロイヤーと同様の紙箱だった。メッキのスティックとブレスレットが追加パーツとして付属。
M13Xシリーズ
頭部の形状はM12Xシリーズと共通、腕・腰部・脛の形状はM11Xタイプと共通である。このため厳密には新規金型は胴体のみと言える。ボディの成型色は（A）胴体・腕・大腿・足、（B）腰部・脛の2色の色分けで構成され、胴体のシルバーメッキパーツおよび手首は共通。手首に関しては通常の白でなく黒を採用しているのが特徴。イニシャルはD。
- M131ディック　（A）青 （B）黒　ブリスターの緩衝材の色はライトグリーン。
- M132ダン　　　（A）赤 （B）白　ブリスターの緩衝材の色は黄。
- M133ダニー　  （A）黒 （B）朱　ブリスターの緩衝材の色は水色。
- M134デビッド　（A）深緑 （B）白　ブリスターの緩衝材の色はオレンジイエロー。

M14Xシリーズ
頭部の形状こそM11Xシリーズと共通だが、流用の多いM13Xシリーズと違い、他は新規設計で胴体には筋肉を模したパーツがついている、脛パーツが上下二重構造になっている、配色パターンがそれまでと異なり複雑で4体共通ではないなど、かなり特別な印象を与える。ボディの成型色の配色は（A）胴体、（B）腹部パーツ、（C）腕、（D）、腰部・脚部・脛の上半分、（E）脛の下半分、（F）足で以下の通り。手首は白。イニシャルはH。
- M141ヘンリー　（A・F）白 （B）クリアーレッド （C・D・E）青　ブリスターの緩衝材の色はオレンジイエロー。
- M142ハドソン　（A・D・F）クリアーグリーン （B）クリーム色 （C・E）黒　ブリスターの緩衝材の色は水色。
- M143ホームズ　（A・F）黄 （B）クリアーブルー （C・D）群青 （E）白　ブリスターの緩衝材の色はライトグリーン。
- M144ハワード　（A・D・F）黒 （B）水色 （C・E）黄　ブリスターの緩衝材の色は黄。

### ミクロマンコマンド
1977年発売のシリーズ。折からの古代遺跡やUFOのブームを取り込み、ケースがそれぞれ遺跡などがモチーフの専用ケースになっている。
M15Xシリーズ
ミクロマンコマンド1号。腹に蓄光素材（設定上ではバリアー、攻撃両面に使える光学兵器、"発光ダイガード"という装備）が使われ、太腿には側面に3mmのジョイント穴が設けられ、翼型のメッキの追加パーツ「反重力ジャンパー」を装備出来、飛行能力を持つという設定（以下コマンドシリーズは全て同じ仕様）。古代遺跡をモチーフとしており、モアイ像型のカプセルに入り、腹にはナスカの地上絵を模したゴールドのメッキパーツを持つ。顔も含め、流用はない新規設計。ボディの成型色はM11XシリーズおよびM13Xシリーズを一部踏襲し（A)胴体・大腿（B)腰部・脛の基本2色で構成、手首は白、足首は黒で統一され、以降のシリーズの標準フォーマットといえる。また、それぞれのカプセルの形状は共通であるが、（A）の胴体と同一の色で成型され、透明なM153エルダを除き、中身を見ることができないものになっている。イニシャルはE。
- M151イースト　（A）水色 （B）黒
- M152エリック　（A）赤 （B）白
- M153エルダ　　（A）クリアーブルー （B）白
- M154エバンス　（A）黒 （B）黄

M16Xシリーズ
ミクロマンコマンド2号。腹に蓄光素材が使われ、ファラオ像の髪の部分を模したと思われるデザインの「反重力ジャンパー」が付属。古代遺跡をモチーフとしており、ツタンカーメン像型のカプセルに入り、腹の五角形の蓄光パーツの表面には薄くヒエログリフ風のレリーフが設けられている。ボディの成型色は（A）胴体・大腿、（B）腰部・脛の色分けで構成され手首は白、足首はM15Xシリーズ同様黒で統一。カプセルに関してはM15Xシリーズ同様、（A）の胴体と同一色でM163スミス以外は不可視である。イニシャルはS。
- M161シェリフ　（A）青 （B）白
- M162サンダー　（A）朱 （B）黒
- M163スミス　　（A）クリアーグリーン （B）黄
- M164サミー　　（A）シルバー ※塗装ではなく微細金属粉末混入成型による（B)黒

M17Xシリーズ
ミクロマンコマンド3号。胸に蓄光素材が使われ、太腿にはブースター型のメッキの追加パーツ「反重力ジェット」がある。古代遺跡をモチーフとしており、遮光器土偶のカプセルに入り、胸の蓄光パーツは遮光器そのものである。両手首にもメッキパーツ「ディスカッター」が追加されている。ボディの成型色は全身同一色のM122テツヤ以外は（A)胴体・大腿（B)腰部・脛の2色で構成される。手首と足首に関しては、M152テツヤも含めM15XシリーズおよびM16Xシリーズ同様に手首＝白と足首＝黒で統一。「日本で誕生した」という設定から名前もそれまでの英語名なものから和風なものになった。カプセルが（A)の胴体と同一の成型色なのはM15Xシリーズ・M16Xシリーズと同様で、クリアー成型のいないこのシリーズでは全員不可視である。イニシャルはT。
- M171タクマ　（A）赤 （B）黒
- M172テツヤ　（A）ガンメタル （B）ガンメタル ※M154サミー同様、塗装ではなく微細金属粉末混入成型による
- M173タツヤ　（A）白 （B）青
- M174ツヨシ　（A）青 （B）黄

M18Xシリーズ
レディコマンド。ミクロマンシリーズ初の女性型で、腰パーツが一回り小さく作られ、その上にスカートパーツをはいていた。ミクロマンコマンドシリーズの中で唯一、いわゆる古代遺跡をデザインモチーフとしていない。他の差異といえば、胴体にも蓄光パーツが使用されておらず、代わりに腹部に太陽をイメージさせるバックル状のデザインがある点があげられる。また「反重力ウィング」のデザインは、シャープな印象のM14Xシリーズの翼に比べ、より柔らかな印象の曲線を用いた羽根を採用、ミクロマンコマンドシリーズ共通の太腿側面に加え、3mmジョイント穴を設けた背中にも装着でき、その場合はまるで「天使」のような外見になる。アメリカで蘇生したという設定で、自由の女神像を模したカプセルに入っている。ボディの成型色は（A）胴体・大腿、（B）スカート・脛・足首の色分けで構成され手首は白。ミクロマンコマンドシリーズの「足首を黒で統一」というフォーマットは採用されておらず、スカートや脛と同色になっている。カプセルは（A）の胴体と同一の成型色という点は同じである。イニシャルはA。
- M181アン　 （A）赤     （B）白
- M182アリス （A）水色   （B）濃赤
- M183アニー （A）緑     （B）オレンジ
- M184アイ　 （A）ピンク （B）黒

### タイタンコマンド
ジムカというダイキャストのミニカーと人形がセットなったシリーズ。人形は両脚を外してジムカに合体(搭乗)できる。人形は、それまでミクロマンとタイタンに共通だった軟質樹脂製の手首は採用されておらず、腕と一体成型のショベル状のマニピュレータ等となっているなど、設定上はサイボーグ（改造人間）だが、ほぼロボットのようなデザインとなっている。セットになっているジムカは同時期に展開されたタカラのミニカーのブランドでもあり、モーターやステアリングなどの別売りの機構を組み込むことができる。（モーターと電池ボックスを組み込んだ場合、タイタンコマンドは合体できなくなる）。
T45Xシリーズ
タイタンコマンド（タイタンコマンド1号）。両腕はショベル型。
ボディ成型色の配色は（A）胴体・腕・足、（B）脚の2色構成で、ジムカは（C）本体焼付塗装単色、（D）クリア成型キャノピーの2色構成（タイタンコマンドシリーズ全般で共通）。
- T451ジュピタス　（A）白 （B）紺 ／ ジムカ・コスモードF1-S　（C）赤 （D）クリアーグレー
- T452ポセイダー　（A）ダークレッド （B）白 ／ ジムカ・コスモードF1-SS　（C）メタリックペールブルー （D）クリアーブルー

T46Xシリーズ
タイタンコマンド（タイタンコマンド2号）。腹部にエンジン状のメッキパーツが配されている。両腕は十字ドライバー形状(背面側に円形状の切り欠き)。デザインはコンボイと呼ばれるトレーラーに似ている。配色は（A）胴体・大腿・足、（B）腕・脛の2色構成で、ジムカは、（C）本体、（D）キャノピーの2色構成。
- T461タイロス　　　（A）青（B）紺 ／ ジムカ・タイバードF2-S　（C）黄 （D）クリアーレッド
- T462ハーキュリー　（A）赤（B）黒 ／ ジムカ・タイバードF2-SS　（C）メタリックブルー （D）クリアーイエロー

T47Xシリーズ
タイタンコマンド（タイタンコマンド3号）。胴体にメッキパーツが配されている。T45XやT46Xでは固定だった拳の部分に関節が設けられた。各部関節の不自然な曲がり方など、よりロボットっぽくなっている。配色は（A）胴体・大腿・足、（B）腕・脛の2色構成で、ジムカは（C）本体、（D）キャノピーの2色構成。
- T471ファイアス　（A）黒 （B）オレンジ ／ ジムカ・アポロードF3-S　（C）白 （D）クリアーブルー
- T472アポロス　　（A）紺 （B）白 ／ ジムカ・アポロードF3-SS　（C）メタリックペールブルー （D）クリアーグレー

T48Xシリーズ
タイタンコマンド（タイタンコマンド4号）だが、ジムカと合体するのは他のような人型ではなく「飛行機」の形状を取っている。機首、両主翼、両尾翼の5か所に磁石関節を持つ飛行機型のサイボーグという設定。通常メッキパーツで構成される「頭部」はコクピットキャノピーとして胴体と一体化している。配色は（A）機首・胴体、（B）両主翼・両尾翼・タイヤユニット基部の2色構成で、ジムカは（C）本体、（D）キャノピーの2色構成。
- T481ネプチェス　（A）赤 （B）白 ／ ジムカ・マグマードF4-S　（C）水色 （D）クリアーイエロー
- T482アルファス　（A）白 （B）紺 ／ ジムカ・マグマードF4-SS　（C）メタリックカッパー （D）クリアーオレンジ

T49Xシリーズ
タイタンコマンド（タイタンコマンド5号）。後発のためかパッケージに「タイタンコマンド5号」と明記される。ジムカを大きく見せた45xから48xまでとは対象的に、タイタンをメインに見せたパッケージの、最後のTCであり、2体ずつだったそれまでとは違い3体のラインナップだった。シルバーメッキが施されたエンジン型の追加パーツが付属（背中に装着するロケットブースター、両手持ちのビーム砲になる）。配色は（A）胴体・大腿・足、（B）腕・脛の2色構成で、ジムカは（C）本体、（D）キャノピーの2色構成。
- T491ミラクス　（A）赤 （B）黒 ／ ジムカ・パルサードF5-S　（C）メタリックブルー （D）クリアーイエロー
- T492カシアス　（A）マホガニー （B）水色 ／ ジムカ・パルサードF5-SS　（C）緑 （D）クリアーグレー
- T493エイミス　（A）青 （B）黄 ／ ジムカ・パルサードF5-SSS　（C）オレンジ （D）クリアーブルー

### ミクロフードマン
フードマンはミクロ星（ミクロアース）壊滅以前に恒星探査に出ていたが、母星の崩壊で宇宙の放浪を余儀なくされ、乏しい資源や食料節約のために自らを1/20に縮小したミクロ星人という設定であった。地球に来た今までのミクロマンと違い体組織に大きな変化はないので上半身をすっぽり覆う生命維持用のフードを被っているとされた。人形を立たせるための5ミリジョイントのついたカプセルに封入されて販売された。フード前面と人形頭部の形状は各シリーズ毎に違うものだが、それ以外は3種とも共通の形状である。
H70Xシリーズ
フード前面がクリアイエロー、背面がシルバーメッキ、ウイングは黒のタイプ。顔は従来のシルバーメッキパーツではなく、肌色と個別色2色に塗りわけられており、目の瞳孔もモールドされるなど一線を画している。フードを外せばミクロマンより小さい8cmサイズのフィギュアである。これは後年のアニメ「小さな巨人ミクロマン」のミクロマン・アクロイヤーの設定サイズと同等であり、サイズの親和性もあってかアニメ本編において「宇宙兵器の権威」という設定のH701ハンスがゲスト出演していた。ボディの配色は（A）胴体・腕・大腿、（B）腰部・脛・足、（C）頭部塗装、顔の肌色塗装と白いグローブ状の手首は共通。カプセルは土台部分と透明の蓋に「MICRO HOODMAN」のロゴレリーフがはいっている。カプセルの成型色はウイングと同じ黒、カバーはクリアーで、3者とも共通。
- H701ハンス　　　　（A）青 （B）白 （C）黒塗装
- H702レーゲンス　　（A）黄 （B）黒 （C）青塗装
- H703ハインリッヒ　（A）緑 （B）白 （C）白塗装

H71Xシリーズ
フード前面がクリアブルー、背面がシルバーメッキ、ウイングは青のタイプ。ボディの配色はH70Xと同じで、（A）胴体・腕・大腿、（B）腰部・脛・足、（C）頭部塗装、顔の肌色塗装と白いグローブ状の手首は共通。カプセルの形状はH701Xシリーズと共通で成型色はウイングと同じ青、カバーはクリアー。
- H711シュルツ　　（A）赤 （B）白 （C）黒塗装
- H722ルドルフ　　（A）白 （B）青 （C）青塗装
- H713エアハルト　（A）青 （B）黒 （C）白塗装

H72Xシリーズ
前２シリーズの半年ほど後に発売されたシリーズ。フード前面が無色クリアーで、前2シリーズのフードは背面メッキパーツだったが、このシリーズは各々異なるカラーのクリアーで成型されている。ウイングは共通でライトグリーン。また、このシリーズのみ、顔がメッキパーツとなっている。ボディの配色はH721とH722が共通の（A）胴体・大腿、（B）腕・腰部・脛・足、（C）フード背面の構成、H723の配色構成のみ異なる。白いグローブ状の手首は共通。「ポリスキーパー」と同時期に発売されたため、カプセルを共有するために「HOOD MAN」のレリーフが金型修正されて消されたものになっている。カプセルの成型色はウイングと同じライトグリーン、カバーはクリアー。
- H721ヘルマン　（A）ゴールドメッキ （B）白 （C）クリアーイエロー
- H722リハルト　（A）シルバーメッキ （B）黒 （C）クリアーグリーン
- H723カウデル　（A）胴体＝ブルーメッキ、大腿＝朱 （B）腰部・脛・足＝白、腕＝青 （C）クリアーブルー

### ポリスキーパー
M23Xシリーズ
ポリスキーパー。これ以降のMナンバーに関しては、190番台を飛ばしてスーパーミクロマンシリーズの続きの230番台からつけられている。「パルサーショット」というバックパック付の銃が付属している。このシリーズおよびミクロナイトとフードマンH72Xシリーズではフードマンのカプセルをロゴなどを削る金型改修を行った共通のカプセルに入った商品形態となっている。カプセルの成型色は白、カバー（蓋）はクリアーで統一されている。人形ボディの成型色は（A）胴体・大腿、（B）腰部・脛の色分けの2色、手首は白、足首は黒で統一と、以降のシリーズはミクロマンコマンドの配色構成を踏襲している。イニシャルはA。
- M231アーノルド　（A）赤 （B）白
- M232アーサー　  （A）青 （B）白
- M233アレックス　（A）クリアーグリーン （B）黄
- M234アントニー　（A）黒 （B）黄
- M235アーロン　  （A）クリアーオレンジ （B）白
- M236アラン　　  （A）白 （B）青

### ミクロナイト
MCXシリーズ
ミクロナイトと呼ばれる、ポリスキーパーをサポートするロボットで、各単体には名前がない。3ユニット毎2期に亘って発売された。デザインは中世の騎士の甲冑そのもので非常に精密な装飾モールドが施されている。また腹部にある楕円形のモールドを優先し、腰部パーツが分割されていないため従来よりも可動範囲は制限されている。全体に単一色のメッキ処理がされていて、体色と同じメッキパーツの盾を持つ。武器はポリスキーパーと同じ「パルサーショット」で、成形色の黒も共通している。販売形式は、ポリスキーパーと共通形状のカプセルへの梱包型単体販売。カプセルの成型色はポリスキーパーの白に対して、ラメ混入のクリアーブルーとなっている（カバー部のクリアー成型は変更無し）。
- MC8（シルバー）　通常の頭部同様の無色のシルバーメッキ。
- MC9（ゴールド）　クリアーオレンジイエローがコーティングされたゴールドメッキ。
- MC10（アイアン）　クリアーダークブラウンでコーティングされている。「焼鉄色」に近似（再現性の問題で浪漫堂復刻版「ミクロマン21」では発売されなかった）
- MC11（ブルー）　M103ジェシーと同様のクリアーブルーがコーティングされたブルーメッキ。
- MC12（カッパー）　クリアーオレンジがコーティングされたカッパーメッキ。
- MC13（グリーン）　クリアーイエローグリーンがコーティングされている。復刻版（タカラ・浪漫堂共）ではより青みが強く少々薄いグリーンになっている。

### レスキュー隊員
M25Xシリーズ
レスキュー隊員と呼ばれるシリーズ（初期の広告や雑誌記事では一部レスキューコマンドとも表記された）災害やアクロイヤーの攻撃から人々を救う。ポリスキーパーと同じ「パルサーショット」を装備。Mナンバーはポリスキーパー直後にもかかわらず240番台を飛ばし、250番台から始まっている。M251の名前「ロビン」がスーパーミクロマンM201・M221と重複しており、シリーズ毎のイニシャル統一の原則も無くなり、商品としての位置づけの変化を示している。カプセルは台座部分をレスキュー基地のシルエットを模したデザインに、さらに板ばね式で弾くとジャンプする透明チューブに入った蓄光のマイクロフィギュアのギミックが追加された新デザインのものに変更された。カプセルの成型色が白、カバー部のクリアーはポリスキーパーを踏襲している。ミクロマン自体のボディの成型色は（A）胴体・大腿、（B）腰部・脛の2色構成、手首は白、足首は黒で統一と標準フォーマットに準ずる。この時期は商品全般の配色に中間色でなく原色が多用された。
- M251ロビン　　　（A）オレンジ （B）黒　
- M252ウィリアム　（A）青       （B）白
- M253リチャード　（A）薄青     （B）白

M26Xシリーズ
M25Xシリーズと同時に発売されたシリーズで、ディテールの違いはあるが、独自の特徴はない。ボディの成形色は（A）胴体・大腿、（B）腰部・脛の色分けで構成され手首は白、足首は黒で統一という標準フォーマット。カプセルの色はM25Xシリーズと同じ白である。
- M261クレス　　　（A）赤 （B）白
- M262アダム　　　（A）黄 （B）黒　
- M263ジェームス　（A）緑 （B）白

M27Xシリーズ
このシリーズから「パルサーショット」がメッキ処理された「パルスガン」に変更されている。単体発売はM271レイクとM272レオンのみで、M273レオナード以降はマシーン付属として販売された。M275の名前「リチャード」がレスキュー隊員M253と重複している。久々にイニシャルがLで統一されそうだが、M274カールトン、M275リチャードの存在で統一ではなくなっている（リチャードはLではなくR）。ボディの成形色は（A）胴体・大腿、（B）腰部・脛の色分けで構成され手首は白、足首は黒で統一という標準フォーマット。カプセルの色もM25Xシリーズ、M26Xシリーズと同様、白である。
- M271レイク　　　（A）青 （B）白
- M272レオン　　　（A）緑 （B）白
- M273レオナード　（A）オレンジ （B）黒　
- M274カールトン　（A）黄 （B）黒　
- M275リチャード　（A）緑 （B）黒

M28Xシリーズ
M283とM284がマシーン付属として単体発売されなかったことが原因からか、M281とM283で「クラーク」という名前が同時期発売シリーズにも関わらず重複している。ニューミクロマンにおける商品毎の同一ナンバーの色違いではなく、Mナンバーが違うことから「別人」として設定されていることも、より混乱を招いている。ボディの成形色は（A）胴体・大腿、（B）腰部・脛の色分けで構成され手首は白、足首は黒で統一という標準フォーマット。カプセルの色もそれまでのレスキュー隊員シリーズと同じ白である。
- M281クラーク　　（A）赤（B）白
- M282ライアン　　（A）黄（B）黒
- M283クラーク　　（A）青（B）白 ※「ミクロマンジャイロ」に付属
- M284フォスター　（A）赤（B）黒 ※「レスキューマシン3・4・5号セット」に付属

レスキューサーボマン
レスキュー隊員のサポートロボット。単体では発売されていない。分析系ロボットのデイターと攻撃系ロボットのミサイラーとの2体がいる。販売形式は発泡スチロール梱包のうえ、正面に透明窓を設けたブリスター形式で、カプセルは同梱されていない。
- ミサイラー（M252ウィリアムとセット）　赤いボディのロボットで、シルバーメッキのドリル状の頭部・腕・脚（足底がキャタピラ）を持つ。
- デイター（M262アダムとセット）　青いボディのロボットで、丸いドーム型の頭部・キャタピラの脚部、シルバーメッキの腕を持つ。

### タイタンスペースナイト
T53Xシリーズ
タイタンスペースナイト。前タイタンコマンドシリーズにて400番台を使い果たしたTナンバーは50X〜52X番台を飛ばし、530番台から始めている。股関節が球体関節ではなく、アクロイヤーと同じ構造の前後にのみ可動するプラスチックジョイントで、上半身と下半身を繋ぐ「腰部」に一つ球体関節を配したという唯一のタイタン。また、通常背面にある5mmジョイント穴が胴体前面中央にもあるのが特徴。オプションパーツで宇宙戦闘機のような形態（翼部はソーラーパネルという設定）になれる。配色は（A）胴体・大腿・戦闘機の機首・機首用車輪・着陸脚・尾翼基部・ミサイルベースのスイッチおよび弾丸（B）腕・腰部・戦闘機の両主翼端・尾翼・ミサイルベース本体の2色構成で、ミクロマンや初期タイタンと共通の軟質樹脂製手首の白、頭部同様のシルバーメッキが施された脛と戦闘機の主翼および機首基部は2者共通。
- T531アドニス　　（A）白 （B）青
- T532アンタレス　（A）黄 （B）黒

T541
スペースコンドルというT41Xマグネコンドルの色替え商品。ボディの配色は同様の構成で（A）胴体・嘴下部、（B）両翼・尾羽、（C）変形用ジェットウイング・エンジンの3色構成。マグネコンドルではシルバーだったメッキパーツがゴールドに、（C）のパーツが単色成型からゴールドメッキ仕様になっているのが特徴。シリーズではなく、1体のみの発売だった。
- T541スペースコンドル　（A）黒 （B）オレンジイエロー （C）ゴールドメッキ

T551
スペースドーベルというT42Xドーベルマシンの色替え商品。ボディの配色は同様の構成で（A）本体、（B）変形用トライクパーツの2色。ドーベルマシンではクリア成型だった本体は不透明の黒一色で（B）のパーツがスペースコンドル同様に単色成型からゴールドメッキ仕様になった。こちらもシリーズではなく、1体のみの発売だった。
- T551スペースドーベル　（A）黒 （B）ゴールドメッキ

### ミクロマンブリザード
商品としての最大の変化を物語るシリーズ。10cmから二回り以上サイズが大型化、両手に巨大なモーターユニットを持たせ、背中に電池ボックス、ブーツを兼ねた台座の底はブラシとなっておりバイブレーション駆動するモーターの力で変則的に前進し、モーターユニット前面と台座のファン部分が回転するギミックを有する。左右に開かず一定の角度で固定された腕や分離不可能な両脚など、もはや「自由に可動するフィギュア」としての存在はほぼなくなっており、玩具的なフィギュア単体としてのギミックとしては後述のタイタンスペースナイトに非常に近く、前述の「搭載ギミックによるアクション」に重点が置かれている。販売形式は全品発泡スチロール梱包でカプセルは同梱されていない。
ファンクラブ会報やミニブックの解説によると、ガウス星へ移住したミクロマンの進化形と設定されている。
単体での武装は両手に持った-270℃の超冷凍光線を放つ「ブリザーストーム」。先端の小型プロペラがモーターで回転し、ユニットを付け変えると大型プロペラを射出することもできる。また、単体中ではシリーズ最大のサイズの商品でもある。B1、B2は単品販売、B3、B4は専用マシンとのセット販売。メンバーの名前は太陽系内の小惑星に由来する。ボディの成形色は（A）胴体・腕・大腿・脚部台座ファン、（B）ヘルメット・腰部・脛・脚部台座・ブリザーストーム前部、（C）背中の電池ボックス・ブリザーストーム後部＝モーターユニット、（D）軟質樹脂製コードカバーおよびプロペラ類の4色で配色構成され、顔とブリザーストーム前面にはシルバーメッキが施されている。
- B1パレス　　（A）緑 （B）黒 （C）青 （D）赤　　
- B2ジュノー　（A）赤 （B）黒 （C）黄 （D）青　　　
- B3ベスタ　　（A）オレンジ （B）黒 （C）水色 （D）黄 ※「ミステリージェット スコーピオ」とセット
- B4セレス　　（A）青 （B）黄 （C）赤 （D）緑 ※「ミステリーバイク アクエリアス」とセット

### ミクロマンパンチ
ブリザード同様ギミック重視の新ミクロマン。名前の通り、内蔵のスプリングで腕が動いてパンチを放つ。そのため胴体部はナイトと同じ一体成型。胸と足に磁石が組み込まれ、付属のアーマーパーツを脱着可能で、同梱の鉄板入りスタンドに立たせられる。前述のファンクラブ会報によると、星間帝王デスキングの侵攻を偵察に向かったレスキュー隊員「リチャード、ジェームス、レオナード、クラーク」の4人が戦死してしまい、ミクロマンブリザードたちの協力によってサイボーグとして蘇生されたという設定を持つ。パンチを振り下ろす「ハンマータイプ（脛の色が青）」と振り上げる「アッパータイプ（脛の色が赤）」の2種があり、槍状の個人武器・ヘルメット・アーマーが異なる。この時期の製品は既に刷新が決定していたのか、パンチ･ブリザード共に「玩具的なギミックの面白さ」を強調したコンセプトになっている。このシリーズを最後にミクロマンはその世界観ごとリニューアルされ、ニューミクロマンとなる。 ボディの配色はミクロナイトシリーズと同じメッキパーツの（A）胴体・腕・大腿部とパンチのタイプに対応した単色プラ成型の（B）脛・アーマーという構成で、ヘルメットのみ赤なら青、青なら赤と逆の色が採用されている。グローブ状の手と磁石内臓の足首、武器や動力パイプ等は黒鉄色の軟質素材で共通している。名前はパンチから連想されるボクサーのキャラ名のみならず、強く逞しいイメージの男性キャラ名が当てられた。
- P01ジョー　　 （A）オレンジメッキ （B）青＝ハンマータイプ  改造前はM253リチャード
- P02ロッキー　 （A）ブルーメッキ （B）赤＝アッパータイプ    改造前はM273レオナード　※M203／M223と重複する名前だが、映画「ロッキー」からの命名。
- P03シルバー　 （A)シルバーメッキ （B）青＝ハンマータイプ    改造前はM263ジェームス
- P04マグナム　 （A）アイアンメッキ ※ミクロナイトMC10アイアンと同色 （B）赤＝アッパータイプ　改造前はM283クラーク
- P05アントニオ （A）ゴールドメッキ （B）青＝ハンマータイプ ※「パンチロボ」とセット　改造前はM112バーンズで志願してパンチに。
- P06ハルク　　 （A）メタリックグリーン （B）赤＝アッパータイプ ※「パンチジェット」とセット　改造前はM111ボブソンで志願してパンチに。

### アクロイヤー
元はミクロ星人だったが、生命維持用カプセルが海底のヘドロやPCBにより汚染され、悪の心と超能力がパワーアップされ歪んだ復活を遂げたという、これは当時社会問題となっていた公害がテーマとなっている。
A30Xシリーズ（初期はM30X）
最初に発売された両手が鉄球状のデザインのもの。胴体のみダイキャスト製で、背中に5mmジョイントがあり、飛行装備のアクロウイングやバズーカ砲「バズーカA」など武器も付属。販売形式は外箱封入のブリスター梱包による単品販売。封入のカタログブックレットで語られるストーリーに登場する、分割された大腿部で脛部を挟み込むミクロマンの膝関節と違い、単一成型の簡易なはめ込み式であり、薄いリング部分が破損しやすかった。
配色は胴体のダイキャストパーツのみ個別色で、非常に濃いスモークブラックで成型された両腕および両脚、頭部同様にメッキの施された腰部・両手の鉄球・足首・オプションパーツ類は共通である。
- A301レッドスター　個別色は赤の焼付塗装
- A302シルバースター　個別色はシルバーで塗装ではなく、クロームメッキ状に処理されている
- A303ブルースター　個別色はメタリックブルーの焼付塗装

A31Xシリーズ（初期はM31X）
アクロイヤー2。背中に大きなローター状の飛行ユニット「フライングプレーン」を備え、短剣型のアクロブレード（MICRONAUTS版では大型の剣）を持つ。外観上非常に大きく見える足の踵の部分にダイキャスト製の車輪を内蔵している。A30Xシリーズの反省からか腰と膝の関節はリベット留めとなった。付属のスパイバードと呼ばれるパーツを足と差し替え、外した足をフライングプレーンに取り付けることで特有の飛行形態を取ることができる。販売形式はA30Xシリーズと同じ。配色は個別色のメッキパーツ部（頭部・腹部とフライングプレーンのローター部およびアクロブレード）と、白（胴体・フライングプレーン基部・足・スパイバードパーツ）と黒（腕・脚）の共通部分で構成されている。
- A311マッドピンク　個別色はピンクメッキ
- A312マッドグリーン　個別色はグリーンメッキ
- A313マッドブルー　個別色はブルーメッキ

A32Xシリーズ
総統アクロイヤー。総統の肩書きを持つが、1人ではなく、なぜか3人いる。本シリーズより最初からAナンバーに設定された。前2シリーズにあったダイキャスト製パーツがなくなったが、パーツ組み換えによってアクロカーに変形する機能を持つ。また、体内に小さな鉄球が仕込まれており、磁石を近づけると胸の穴から見ることができた（「マグネット弾」という武器である設定）。販売形式はA30Xシリーズと同じ。配色は（A）胴体（B）胸部・アクロカー本体およびタイヤ（C）腕・脚・アクロカーリアウイングおよび座席ジョイントの3色という構成。
- A321デビルス　　（A）濃紺 （B）赤 （C）水色
- A322サタンダー　（A）深緑 （B）黄橙色 （C）黄緑
- A323デーモン　　（A）赤 （B）深緑 （C）青

アクロイヤー軍団
総統アクロイヤーの側近として改造されたという設定の手下メカ。それぞれ名前どおりの動物をモチーフにしており、組み立てキットとして発売された。金属製のローラーユニットにより転がし走行できる。ABS樹脂ではなくプラモデルのようなスチロール樹脂を使っているため、ジョイントの磨耗などへの耐久性はかなり低い。ミクロマンと共通の軟質樹脂製の白い手首パーツを持つ。A321デビルスとのセット販売品「アクロイヤー軍団セット」もあった。
- タコロイヤー　頭部・胴体・武器の棍棒が赤、腕と脚は白
- エイロイヤー　胴体・武器の棍棒は水色、両翼と腕、尾は赤
- カニロイヤー　胴体と脚部キャタピラ・ブルドーザーブレード・左手ハサミはエンジ色、眼と腕・脚部フレーム・武器の棍棒は黄

U60Xシリーズ
アクベーというアクロイヤーとアクロイヤー2がスクラップから生み出した手下メカという設定。マジンガーZにおけるボスボロット的な存在で、コミカルな脇役として後述のメカを加えてユニーカー軍団と呼ばれる。生まれた瞬間にアクロイヤーを見て「おかーちゃん」と呼び懐いている。アクロイヤー側では初めてのタイタン同様の磁石関節を持つ「マグネモ8」商品である。背中にブンブンヘリ（ゴム動力）を標準装備。ユニーカー軍団はシリーズ通してタイタンに準じた全品発泡スチロール梱包(外箱入り)の販売形式だった。ボディの配色は（A）ヘルメット・胴体・下腕・脛・ブンブンヘリのシャフト（B）顔・上腕・大腿・足首・手・ブンブンヘリ本体の2色構成。コミカルな設定をいかすためか、シャープな印象を与えるシリーズの標準フォーマットである頭部のメッキ処理は採用されていない。
- U601タロー　　（A）青 （B）黄
- U602ジロー　　（A）黒 （B）赤
- U603サブロー　（A）非常に濃いクリアーグリーン （B）白

ユニーカー軍団
同じくアクロイヤーによりスクラップから生み出されたロボット。それぞれ名前の由来となった機械の特徴をもつ。ボディには一箇所だけ磁石関節が仕込まれていた。U601タローとのセット販売品「ユニーカー軍団セット」もあった。
- ライトン（電気スタンドのスクラップから誕生）　胴体・腕・キャタピラの車輪が白、上腕・顔のリング・下半身のキャタプラ基部は赤の2色構成
- トケイダー（目覚まし時計のスクラップから誕生）　胴体・頭のベル・タイヤ・顔の時計の針は緑、腕・脚はオレンジの2色構成
- カメラー（高級カメラのスクラップから誕生）　胴体・上腕・顔のリング・タイヤが茶色、下腕・脚のフレームがアイボリーの2色構成

U61Xシリーズ
ユニーカー軍団の弟分として発売された勉強ユニーカー軍団のリーダー。名前はワルベー。捨てられた学生服が混じっているため学ラン姿である。作ったのはアクベーだが自分たちより出来が良かったため生まれてすぐに反逆しライバルとなった。アクベー同様磁石関節を持つ。子分たちは各々が文具として機能するようになっており、自分も鉛筆削りを背中にしょっている。また、磁力関節付きのドライバーがセットになっている。商品名は「応援団ワルベー」となっている。配色は（A）ヘルメット・胴体・下腕・脛・武器であるドライバーパーツ、（B）顔・上腕・大腿・足首・手・背中のランドセル＝鉛筆削りパーツの2色構成で（B）は白で統一されている。アクベー同様頭部のメッキ処理は採用されていない。
- U611ブンタ　（A）青（B）白
- U612カンタ　（A）赤（B）白
- U613ケンタ　（A）黄（B）白

勉強ユニーカー軍団
ワルベーの手下メカ。前述のユニーカー軍団に対して、文具内蔵というコンセプトから全体に大型化している。ボディの磁石関節はユニーカー軍団の1箇所に対し、頭と両腕の3箇所に増えている。「『勉強』ユニーカー軍団」の名が示すとおり、各々が文具としての機能を持ち、テープンは「テープカッター・ドライバー」、ドコジャーは「メジャー・マグネットゲーム・筆立て」、アクベーBは名前どおりアクベーを模した形状で「消しゴム・鉛筆キャップ・鉛筆削り・筆立て」、ゴセンチンは「鉛筆削り・筆立て・コンパス・消しゴム・雲形定規」を内蔵している。なお、テープンとゴセンチンの2種は通常バージョンに加え、成形色や顔のシールを変更した「女の子バージョン」が発売されている。
- テープン　帽子・上半身・下腕・タイヤが黒、顔・上腕・下半身・タイヤホイールが黄の2色構成
- ドコジャー　帽子・胴体・タイヤがこげ茶、腕・頭部底面・側面筆立て・胴体内部・タイヤシャフトが朱、頭部・胴体正面カバーがクリアーの3色構成
- アクベーB　ヘルメット・上半身・下腕・タイヤシャフト部が青、顔・上腕・タイヤが黄、頭部鉛筆削りが黒の3色構成
- ゴセンチン　上下胴体・下腕・足が黒、顔・上腕・脚・足のタイヤが黄、胴体内蔵の雲形定規がクリアーの3色構成
- テープン（女の子）　帽子・上半身・下腕・タイヤが赤、顔・上腕・下半身・タイヤホイールが白の2色構成
- ゴセンチン（女の子）　上下胴体・下腕・足が赤、顔・上腕・脚・足のタイヤが白、胴体内蔵の雲形定規がクリアーイエローの3色構成

A35Xシリーズ
アーデンと呼ばれる異星人。外見はアクロイヤーとよく似ているが、おうし座アルデバラン星系からやってきた侵略者。アクロイヤーに協力するが、本来は故郷の恒星が赤色巨星となるので移住先を探して地球にやってきたという設定。ビニール製のマントが付属した。販売形式はA30Xシリーズと同じ。平成に入ってからの復刻版発売時にカラーバリエーション（とそれに伴うキャラクター設定）が一気に増えた。配色はA30Xシリーズを踏襲したもので、胴体のダイキャストパーツのみ個別色、黒で成型された両腕および両脚、軟質ビニールシートの黒いマント、頭部同様にメッキの施された腰部・手・足首・オプションパーツ類は共通である。
- A351ヘルダー　個別色は赤の焼付塗装
- A352レイカー　個別色はシルバーで塗装ではなく、クロームメッキ状に処理されている
- A353バルガー　個別色はメタリックブルーの焼付塗装

A37Xシリーズ
アクロイヤーアマゾン（別名アマゾン総統）。軍団の実権を握ったアーデンが総統アクロイヤーを改造・強化したという設定。Aナンバーは360番台を飛ばし370番台となっている。総統アクロイヤーのボディを流用したリデコ品で、新規設計の頭部が透明樹脂により異様に大きく成型され、背中に派手なカラーリングの風車状の羽を背負う。これにより羽に張られたシールの部位によって大きく表情が変わるギミックを有する。旧総統アクロイヤーの体内に小さな鉄球が入った「マグネット弾」のギミックは廃され、タイタンスペースナイト同様の前面に5mmジョイント穴が設けられたシルバーメッキの共通パーツが配された。商品形態は10cmサイズのソフトビニール製の手下怪人がセットになっている。パッケージは発泡スチロール梱包で表面に透明窓が設けられたものだった。ボディの成型色はカラフルな3色構成だったA33Xシリーズとは異なり、主人格にあたるアーデンA30Xシリーズを踏襲したシンプルなもので、（A）不透明な胴体、（B）透明な頭部＆ドリル状の槍の個別色1系統2色、それ以外の黒で成型された両腕・両脚背中の風車状の羽や腹部のシルバーメッキパーツは各人共通となっている。
- A371ブルーアマゾン総統　　（A）紺 （B）クリアーペールブルー　手下怪人「ムシケラー」（昆虫型で薄青成型＋メタリックブルーの吹付塗装、バックルは赤塗装）
- A372レッドアマゾン総統　　（A）赤 （B）クリアーペールレッド　手下怪人「トカゲラス」（トカゲ型でオレンジ成型＋ゴールドの吹付塗装、バックルは緑塗装）
- A373グリーンアマゾン総統　（A）緑 （B）クリアーペールグリーン　手下怪人「ウロコマン」（半魚人型で緑成型＋ゴールドの吹付塗装、バックルは緑塗装）

A38Xシリーズ
アクロイヤーのリニューアル版。Aナンバーも新規扱いに380番台なっている。主な変更点は、カラーバリエーションがメタリックカラーから原色になったこと、銀メッキから黄色になったことと、アーデンのような軟質ビニール製のマントが付属したこと。販売形式は先代を踏襲したA30Xシリーズと同じもの。
- A381ファイアスター　個別色は赤の焼付塗装 ※A301レッドスターとほぼ同一
- A382アーススター　　個別色は黄の焼付塗装
- A383スカイスター　　個別色は青の焼付塗装 ※A303ブルースターとは違い、メタリックブルー塗装ではない

デスマルク
それまでのミクロマンシリーズではつけられていた個別のナンバーはつけられなかった。ミクロマンというラインアップでは最終となる敵役。赤ボディと青ボディの2種類が発売されているが、ナンバーだけでなく個別の名前もついておらず、別個体という設定なのか定かではない。付属の戦闘機と合体することが可能で、この形態でデスキングと合体することができた。当時のアニメの影響を強く受けており、後頭部から手首と足につながる動力パイプがある。星間帝王デスキングの手下という設定。販売形式はミクロマンパンチと同じく発泡スチロール梱包（上蓋付きで透明窓はなし）。ボディの成型色は胴体・脛が個別色で、腕・大腿の黒および頭部・足首のシルバーメッキパーツ、頭部から伸びる軟質樹脂の動力パイプはメタリックグレーで共通。オプションの戦闘機パーツはそれぞれ逆の色を採用している。
- デスマルク 赤ボディ　個別色は赤。戦闘機は青。
- デスマルク 青ボディ　個別色は青。戦闘機は赤。

### その他のミクロマン
- ミクロマン鋼鉄ジーグ・フライトバード

鋼鉄ジーグの姿をしている。胴体のみならず、通常のミクロマンではメッキパーツである頭部、腕や脚もダイキャスト製で、タカラ製ミニ「超合金」ということもできる商品である。手首パーツはミクロマンのものを使用している。「フライトバード」という、スーパーミクロマンM22Xシリーズのダッシュウイングの機構に倣った、ワンタッチで翼が展開するオリジナルのパーツが付属している。配色は原典のアニメとは異なり、胴体部のみの塗装（上半身が黄、腰部がメタリックブルー、スピンストーム等発射口が赤）であり、他の部分は下地メッキのままで特徴的な緑色の脚等は塗装されていない。ミクロマンを復活させるスペクトルMX光線にテレビの電波が混入してアニメヒーローの姿で復活したという設定になっている。
- ミクロマンガ・キーン フライトバード・ダッシュウイング

マグネロボ ガ・キーンの姿をしている。ダイキャスト製で設定も商品構成も上記の鋼鉄ジーグに准ずる。配色が胴体のみ（胴体がメタリックブルー、腰部が黄、ポイントに赤）他が塗装なし下地メッキのままなのも同一である。付属パーツが「ダッシュウイング」か、「フライトバード」のどちらかが同梱されている2種のラインナップが存在している。鋼鉄ジーグ同様、ミクロマンを復活させるスペクトルMX光線にテレビの電波が混入してアニメヒーローの姿で復活したという設定になっている。
- ミクロマンコミックロボメカドン

鋼鉄ジーグに登場したメカドン型。後述のミニロボットマンの型を流用したリデコ品。左手のトンカチを装備する部分のリベットが弱く設定されており自重によるハンマーアクションが楽しめた。ミニロボットマン同様にドリル戦車やブルドーザーなどへ組み変えられるパーツも付属。配色はミニロボットマン（赤）同様に胴体が赤、腕・脚（いずれも新規で極端に短い）が青、コクピットカバー部および新規の顔や武器等オプションパーツは黄と原色多用の構成である。
ミニロボットマン
ミクロマンがロボットマンの姿を模して作ったミクロマンサイズのロボット。ボディはダイキャスト製で腕および下半身はABS樹脂製というアクロイヤーに良く似た構成。下半身は関節が全てハメ殺しのリベットで固定されている。手首は通常のミクロマンのパーツが使われており、背中のキャタピラパーツを外すと5mmジョイントがあって、ミクロマンと同じ様にビークルや基地遊びができた。また、ドリル戦車と合体した形態と良く似た姿になれるパーツが付属していた。成型色違いで赤青緑の三色存在するが、個別の名前はなかった。販売形式はアニメミクロマンと同様。配色に関しては原典のロボットマンに準じているが、成型上若干の差異もあり、（A）胴体、（B）腕・脚の個別色2色構成、シルバーメッキの頭部・オプションパーツ類、原典では透明な胴体コクピット部および腰部・軟質樹脂の手首は白で統一されている。
- ミニロボットマン（赤）　（A）赤の焼付塗装（B）青 ※原典とほぼ同じ配色
- ミニロボットマン（青）　（A）青の焼付塗装（B）黄
- ミニロボットマン（緑）　（A）緑の焼付塗装（B）深緑

## ビークル類
ミクロマンの人形を乗せて遊ぶことができる乗り物。それぞれのシーズンに合わせて新しいビークルが発売されている。

### 初期
最初のミクロマンとセット販売されたビークルである。
最初期の製品のジョイント部分はダボ付きのクリップ構造であったが第2期以降（前述　M10Xシリーズ参照）は後の組み換えに対応する形で現行の5mmジョイントへ変更された。クリップジョイント構造はヘリのブレードやタイヤ部分などの回転する部分のみへの採用へと移行していった。以降、搭乗メカ類のジョイントはこの5mmのものが主流になる。

#### ミクロマシン
販売形式はブリスター封入（外箱入り）梱包だった。
スカイランブラー
クリアーミクロマンとセット。背中の羽根と足首をはずして取り付ける尾翼でミクロマン自体を飛行体に変えるもの。厳密に言えば乗り物ではない。色はオレンジ。灰色のゴム製のジャケット（時期によって彩色済みのものもある）が付属する。
ジャイロット
イエローミクロマンとセット。円盤状の底部を持つ2ブレードのジャイロコプター風の乗り物。成形色はクリアーとブルー。
ホットローダー
ブルーミクロマンとセット。F1マシーンのような四輪車にビームガンが付属。成形色はクリアーとレッド。
ビームトリプラー
オレンジミクロマンとセット。長いアームのついた三輪の乗り物。搭乗部はカプセル状で、開いた蓋が背もたれのようになる。ビームガンが付属。成形色はクリアーとグリーン。

#### コスモ・カー
初期の透明ボディのミクロマンが乗ることのできる商品。乗り物単体で発売され、ミクロマシンよりもやや大型かつ豪華な造りになっている。ミクロセスナ以前のマシンはオープンコクピットでありキャノピーが存在しない。
スペース・バギー
大型二連ミサイルランチャーを持つ三輪バギーである。転がし走行であった。
スカイローダー
小型ミサイルを左右に装備するヘリコプター状のビークル。台車部と搭乗部が分離可能。
バルクリフター
大型二連ミサイルランチャーを持つ四輪車。ミサイルランチャーとシートが可動アームで連結して自由に稼動した。
ミクロセスナ
コックピットにキャノピーを持つコスモ・カー。セスナと名前がついているので機首にプロペラはあるが、上部に2ブレードのローター、尾部にブームをもつヘリコプターである。ゼンマイで走行し、ローターが回転する。機首のプロペラはミサイルとして飛ばせる。ボディのベース部分がダイキャスト製のため重量感がある。
ミクロ円盤UFO
二人乗りのキャノピー付きコスモ・カー。名前のとおり円盤状だが飛行機のような形状をしている。赤と青の二色存在する。ボディのベース部分がダイキャスト製のため重量感がある。

#### メカ・コスモ
電動ギミックを仕込んだ新シリーズ。高額商品のためラインナップは少ない。なお、デザインは機動戦士ガンダムで有名な大河原邦男によるものである。
マリンコプター
透明の球状キャノピーを持ちミクロマン収容可能。キャノピーの分割線にゴムキャタピラをはめ水密性を高めるとともに車輪として機能させた。プロペラも動く潜水ヘリ。

尾翼部追加フロート×2、操縦席カプセルの回転に連動する水掻きパドル×2、カプセルに水中モーターとフロートを接続するU字型アーム、水中モーター(地上走行用動力、水上航行用小型スクリュー(着脱可能))付属。
エスカルゴ
球体ボディーの作業車。球状からパーツの組み換えでいくつかの形になることができる。車輪を兼ねる左右の装甲板は取り付け位置を変えてもモーターライズ可能。アーム付属。コクピット内にミクロマン2体搭乗可。

#### マシン・カー
M11X、M12Xと同時発売のシリーズ。初期のフォーマットに合わせてミクロマンとセットでも売られた。本製品にはM10Xシリーズ対応のクリップパーツが付いている。オープンコクピットが特徴。
オートバギー
三輪のゼンマイ走行バイク。後輪にカウルがつきバギー風になっている。M113ボビー付属。
ブルクレーン
ブルドーザーとクレーン車の合体したビークル。四輪でゼンマイ走行するが、前2輪がプラスチックタイヤ。M122マイケル付属。
スーパージェット
M124マックス付属。流線型のジェット機。三輪でゼンマイ走行する。
フォーミュラZ
ゼンマイ走行するF1カー。M111ボブソン付属。

#### その他
スパイヘリ
ミクロマンを乗せたまま飛ばすことのできるヘリ。スパイマジシャン専用の偵察・諜報活動用ヘリ。手持ちの巻上げ装置で駆動ベルトを引き飛ばすタイプ（いわゆる「ベイブレード」方式）。一体成型のローターを収納するため正方形の薄型の外箱であったため、他の乗り物の外箱と比べて異質な印象を受ける。既存商品の流用であったが、シールや外観はミクロマンに合わせてリメイクされていた。構造上重量物は乗せられないため「金属製のスーパーミクロマンは使用できません」との注意書きがある。
ミクロロボット1
脚部がキャタピラという小型ロボット。ロボットマンの半分程度の大きさの作業用ロボットである。ミクロマンが地上に基地を建設するために使ったとされ、作業用アームのような両腕は胸にも取り付け可能であった。胴体に内蔵されたモーターによりキャタピラ・股間の軸・肩の軸が回転する。それぞれの軸には大型のホイールやドリルなどオプションパーツが用意されていた。頭部が2種類存在し、平たい方は展開して座席になりミクロマンを乗せることができた。
ロボットマン
1975年年末発売。胴体（「パワードーム」という名がある透明部分）にミクロマン1体を収納できるモーターライズのロボット。モーターは胴体部に内蔵され、わき腹のロケットノズル状の部分が電池ボックスになっている。背中のキャタピラ、肩・腰・首が動力化されているが、二重ジョイントになっているため通常形態ではキャタピラのみが可動。頭部、下半身を外し、キャタピラを前方へ展開、車輪付きの両下腕部をキャタピラを頂点に三角形に配置することで戦車形態に変形する。下半身や腕を外し、二重ジョイントの内側に別パーツのドリルやドーザープレートを差し込むことで回転する仕組みになっている。また、下半身には回転を前後運動に換える機能が備わっており、膝から下の足パーツを外し前後に分割、ふくらはぎ側のパーツを差し替えることで内蔵のゴムローラーによるすり足歩行ができた。ミクロマンシリーズの中でも主役級の商品であり、後に強化パーツ付きのロボットマンも発売されている（ロボットマン2・ロボットマンゴッドファイターなど）。 このロボットマンを中心に、「ミクロマン」とこの時期にまだ商品が流通していた「変身サイボーグ」・「アンドロイドA」のタカラSFランド3作品を連動させて遊ぶ事を推奨する「V（ビクトリー）計画」がカタログや広告などでアピールされた。 「変身サイボーグ1号」こと「片貝健一（かたがい けんいち）」の培養脳（クローンと思われる）を搭載しているという設定。必殺技は巨石を相手に投げつける「ストロングブレイク」、ロボットマシーンZとの合体技として、共に空中を飛行しながらパンチを繰り出す「ダブル=ロボット=パンチ」がある。
ドリル戦車セット
ロボットマンのモーターライズをより楽しむためのマシーン。単体でも遊べなくはないが、基本的にロボットマンと絡めて遊ぶ設計になっている。分解してロボットマンの強化パーツとなる。巨大なドリルと回転ノコギリのような切削ブレード、巨大な三叉の地底レーダーを持つ。「ビクトリー計画」用のジョイントセットが封入されていた。
ブルドーザーセット
ロボットマンのモーターライズをより楽しむためのマシーン。単体で遊べなくはないが、基本的にロボットマンと絡めて遊ぶ設計になっている。分解してロボットマンの強化パーツとなる。大型ドーザープレートが3基セットされた戦車。こちらもドリル戦車セット同様「ビクトリー計画」用のジョイントセットが封入されていた。

#### 基地
タワー基地M-115
スペクトルMX光線というミクロマン復活のための光線を放つための基地。大型の飛行機状のベースの中央から手のようなアームを持つタワーがそびえる独特の形をしている。タワーは分割でき、組み合わせでさまざまなマシーン形態に変形可能。ベース部分はブロー成形で非常に軽く作られていたためタワー部分を組み立てると安定が悪いという欠点もあった。名前にミクロマンの人形のナンバーである「M-115」とあるが、ストーリーや設定などで理由は特に語られていない。 2002年になって、雑誌フィギュア王で誌上限定版の復刻ミクロマンが発売された際に「M11Xタイプのミクロマンが犠牲となりコアパーツとして組み込まれているため」という設定が付加された。
指令基地
ミクロマン2〜4体を収納できる、横倒しにされた六角柱状の基地。スパイマジシャンが中心となって建造したという設定で、普段はコンパクトだが壁面にあたるパネルが開いてミサイルランチャーやシートが現れ、ミクロマンそのものを射出する装置マッハスクランダーを持つ。
ロードステーション基地
設置面積としては、シリーズ最大級の基地。名前の通りプラ製のレールとタワーからなる基地で、タワーにはエレベーターが装備されていた。レールの上をモーターライズのミクロマンカーが走り、この車が動力となってエレベーターを動かす構造。価格も最大級で発売年度の超高額商品であった。スパイマジシャンの訓練基地を兼ねているという設定。

### スパイマジシャンの時期のビークル
1976年の展開だったスパイマジシャンではゲーム遊びが内蔵された乗り物が中心で、過去のリデコ商品などの展開もあったが、年末商戦ではそれまでのミクロマンで最も高額商品となる『移動基地』がラインナップされた。

#### スパイ・カー
スパイマジシャンとのセット商品のビークル。ビークルとしてだけではなく、個々にビークル以外の機能を持たせてあるのが特徴。
ドラグタイガー
三輪バイクのスパイ・カー。底部にアーチェリーを装備している。オレンジと黒の成形色。
シースパイダー
クリアーと青で構成された水上用スパイ・カー。飛行機のような形をしていて翼端には大型フロートを装備。中央のユニットはマグネットゲームが内蔵されていて、フロートの機能も持っている。翼端フロートの尾部がマグネットになっていて中央のユニット内の鉄球を動かして遊ぶ。水中モーター接続可能。
ジャイロパンサー
ずんぐりとした三輪バギータイプのヘリコプター。オレンジと黒の成形色で背部にゴム動力の竹トンボと機首に小型スコープを装備。
マリンコンドル
バキューム成形で軽く作られた水上ビークル。水中モーター接続可能。裏面にルーレットを装備。緑と黒の成型色。
ジェットミラー
成形色が白と紺の飛行機タイプのスパイ・カー。本体の左右のユニットをはずして連結するとペリスコープになる。本体内部には万華鏡を内蔵。
レーシングウルフ
F1タイプのスパイ・カー。白と紺の成形色で後輪のホイールにコマが内蔵され、ボディーにはワインダーが組み込まれている。
ベースボールマシーン・スパイボーイ
エスカルゴのリデコ品。追加パーツで野球少年を模したロボット風にアレンジされた上、さらにピッチングマシーンの機能が追加されている。成形色がえで二種類存在する。

#### ミクロキット
最初期に発売されていたミクロマンとセットになっていた4種類のマシンの内、スカイランブラーを除いた3種類のマシンを成型色を替えて別売りにした商品。オリジナルマシン形態時に使用するシールが付属している。ホットローダー・ジャイロットは発売時期によっては部品に5mmジョイントを追加したバリエーションがある。
ジャイロット
成形色はライトグリーンと朱色。カブトラスに変形する。
ホットローダー
成形色はイエローとブラック。バードランに変形する。
ビームトリプラー
成形色はホワイトとスカイブルー。シーボーズに変形する。

#### 基地・その他
移動基地
タワー基地の基部の航空機のようなデザインの飛行基地。シリーズ全武器中最大威力の必殺兵器「地海底ミサイル」2発を装備する最強基地。謎のエネルギーαH7の秘密を追い、世界各地の古代文明遺跡を調査するため開発された。コミックではロボットマンも搭載出来る設定。商品そのものもモーターライズでロードステーション以上の高額商品。ギミックも豊富で、機体は数パーツに分解、自由に組み替えできるほか、機体上面のシートに座らせたミクロマンを機首部に滑りこませ機首ごと発射したり、両翼にあたるパーツはミクロマンが乗れるバイク型マシーンに分離でき、子供が手に持って先端が吸盤状の弾を発射する銃としても使用できた。電池ボックスは本体から分離させると、ミサイル発射機能の付いた走行用有線リモコン（ミステリー走行式なので前進後進の切り替え機能のみ）になる。

### ミクロマンコマンドの時期のビークル

#### コマンドカー
レーシングバギー
プラスチックキット、無動力で発売されていたバギータイプのコマンドカー。1人乗りだが全長が伸びて現れるサブコクピット、前傾姿勢に変形させる後輪のジャッキアップギミックがある。M154エバンスのセットされた商品もある。
タイレルマシン
タイレルP34をモデルとしたデザインのコマンドマシン。6輪で走行し車輪がクランクアームによって連結され車高を自在に変化させることができた。M162サンダーとのセットもあり。
アースジェッター
飛行機状で翼の中にローターを内蔵したVTOLまたはSTOL機風マシーン。コマンドカーシリーズの3号である。M152エリックが付属する場合、少しレトロな耐圧ヘルメットが付属した。
ツインレーサー
4輪の大型カート風マシーンに3輪サイドカーが付くコマンドカー。分離可能。M161シェリフとのセットでは専用オープンタイプヘルメットが付属。

#### サーベイヤー
ミクロマンコマンドが開発したという設定のマシン。各ブロックはユニット構造になっていて、それまでのミクロマンの仕様に合わせた5mmジョイントで連結されている。調査研究用マシーンという設定でモーターライズの後部4輪台車と動力無しの前部3輪台車二つを組み合わせてそこに各ユニットを載せるという仕組みになっている。台車の上面は完全に平らで等間隔に5mmの穴が空いているだけであった。漫画版では台車そのものは変わらないままユニットを組み換えていくつかの形態になるとされていた。
サーベイヤー1（ワン）
ミクロマンコマンドが最初に作った陸上用サーベイヤー。
左（右）側にオフセットされたコクピットと大型武装ブリッド砲と前部中央に設置されるレーダーブロックが前部、後部にはコンパクトに変型したブルドーザーとクレーンユニット、キャタピラユニットとリア・スポイラーを装備。前部ブロックで構成される高速偵察車、キャタピラユニットと合体した1人乗りショベルカー、後部ブロックで構成される大砲付きクレーン車に分離する。

今までの商品のパーツを載せることも可能。
サーベイヤー2（ツー）
アクロイヤーの妨害に備えたより戦闘的な高速タイプの飛行用サーベイヤー。台車がオレンジとなり、機首がフロントを越えて飛び出る鋭角的なデザインのため、漫画版ではサーベイヤージェットと呼ばれた。後部には治療カプセルと小型分析ロボ"スパイロイド"、ミサイルランチャーが装備されている。

#### 基地・その他
サーベイヤー基地
タワー基地や移動基地と同じく、地上走行で移動する基地。中心部分操縦席はエレベーターで頭頂部操縦席との間を上下移動できる。1と2と共通の台車の中間に延長用のユニットを仕込み全長を伸ばし、機体中央から巨大な指令タワーをのばしたその姿はまさに移動タワー基地、といった風情である。海中、海上の探査を目的としているため開放コクピットはなく機体前部にロボットマン並みのマニピュレーターを装備している。後部にはクレーンアームがセットされ分離発進できる子機を2機吊り下げている。指令タワー上端にもコクピットがあり大型レーダーで敵をサーチする。全長より全高が高くタワーが後部に傾斜していたため安定は悪かった。

#### ロボットマシーンZ
モーターライズの戦車と、ロボットがセットになったロボットマンの後継となる大型商品。 胸にあるコクピットに座ることができるようになっている。
コスモポルシェ
発売時期がスーパーカーブームであったため企画されたと思われる商品。フリクション走行の組み立てキットで発売され、メッキのエンジンパーツが付属。大型のリアウィングに8気筒のアメ車のようなエアファンネルを持つ、ポルシェカレラRSRターボに似たデザインになっている。赤・青・白のボディカラーのバリエーションが存在する。自動車プラモデルのようなパッケージングで発売され、カウル（ほぼ全て）を外して前輪を延ばすとミクロロッド（ドラグスター）にチェンジする。その際エンジンパーツをリアから外して座席の前方に置く。
コスモカウンタック
コスモポルシェと同時期の商品。LP400をモデル化したと思われるが、車体後部は変型のために大きく印象が異なる。後部パーツは立ち上がってロボットの上半身となりパーツの組み換えでいくつかの形態になる。色替えで赤・青・黄が存在。
メカロイドV(ミクロロボット2）ミクロロボット1が新しいデザインの頭部になり、成型色が変更されたリデコ商品「レッドロボ」と「ブルーロボ」の2種類が発売された。
タイタンコマンド基地
最初で最後のタイタン専用基地。大型の移動可能な基地だが、ジムカと合体するタイタンコマンドに合わせてジムカを3台収容できる。ほとんど車庫の中央本体の上にジムカ格納可能な指令部ユニットと前部クレーンアームの先にコクピットがある。この基地の最大の特徴は座席が存在しないこと。タイタンやタイタンコマンドは脚を外してマグネモ8の鉄球の上に固定される。そのため他のミクロマンが座るには指令基地などから椅子を付け加える必要があった。

### ポリスキーパーおよびフードマンの時期のビークル
ポリスキーパーおよびフードマンがメインシリーズだった頃のアイテム。未知の元素αH7により崩壊したミクロアースの悲劇が地球にもいずれやってくるという設定が追加された。αH7により地球人もミクロマンのように小さくなってしまうとされ、そのためにポリスキーパーが必要とされた。そして小さくなったミクロ人間を救うためにビルド基地やビルドマシーンが作られた（これをビルド計画と呼ぶ）という設定になっていた。

#### ビルドマシーン
ビルド計画に合わせて発売されたポリスキーパー用のメカ。
ビルドランサー
カプセル状の本体を関節のあるアームで台車と連結した高速マシーン。台車の方が小さいのが特徴。M231アーノルド付属。台車の位置を上下に変えて、地上走行、張り巡らせた糸を滑走出来る。
ビルドクレーン
ビルド基地建設や救助活動用のクレーン。基部の六角形のパネルを介してビルド基地に連結できる。M232アーサー付属。
ビルドバズーカ
緊急事態に際してポリスキーパーを迅速に現地に派遣するために、彼らそのものを打ち出すためのバズーカ。クレーンと同じくビルド基地に連結できる。M233アレックス付属。

#### キットマシーン
ビルド計画に合わせて発売されたフードマン用のビークル。フードマンの1人・ハンスによって作られたという設定で、全てがゴム動力で動く。機体そのものは細いフレームにタイヤやプロペラを組み合わせたもので、工作的な楽しみが強調されている。
フードライナー
3輪の自動車風マシーン。メインボディは四角いプラパイプ。
フードジャイロ
細いプラ材で組み合わされたマシーン。ゴム動力のプロペラで走る。
フードカート
メインフレームが2本でゴムが露出したマシーン。
フードセスナ
ライナーと同じパイプフレームに横並びの2つの車輪とプロペラを装備。走ると本体は地面と平行になる。停車時は機首を上げて止まる。
フードレーサー
ほぼライナーと同じ構成（初期デザイン時は明確な差異が設けられていた）。先端部のデザインを変えてある。
フードジェッター
ジェッターといいつつ、台車にパイプフレームをとりつけプロペラ走行するマシーン。
フードロッター
鋭角的な先端部を持つスピード感あふれるマシーン。
フードファイター
セスナとは逆に後部にプロペラを持つ。走ると本体は地面と平行になる。停車時は後部を上げて止まる。
フードバギー
4輪だがパイプフレームの中程に前輪があり車輪と車輪の間は全長の半分程度しかないマシーン。軽快に見えるが小回りは効かない。
フードワインダー
ジェッターとほぼ同じ構成のマシーン（初期デザイン時ははっきりとした差異が見られた）。こちらは3輪。

#### 基地・その他
クライムリーダー
モーターライズでキャタピラ走行するオープントップの装甲車風マシーン。底面に磁石が内蔵され、鉄の壁ならそのまま登っていける。ただ座席は1人分しかなく、牽引しているカーゴには固定するギミックはなかった。
スピードジャンパー
ホットロッド系の自動車風マシーン。色替えで赤と青の2種類存在し、プルバックゼンマイ走行する。先端にスイッチがあり何かにあたると運転席ごと飛び出すギミックが内蔵されている。
エアローダー
ロープウェイのゴンドラ風マシーン。実際に糸をはわせるとモーターで渡っていく。流線形のカプセル状コクピットは2人乗りであった。ゴンドラのアーム部分を180度回転させると地上走行もできるが、アームが中央にないうえ、付属の専用車輪は小さく安定は悪かった。
ミクロナサ
スペースシャトル・オービタを模した宇宙用メカ。フードマンのビークル。
ビルド基地
ポリスキーパーとフードマンにより開発・建設された大型基地。キットマシーンにも使用されている四角のプラパイプをつかって骨組みをつくり、壁面パーツや床パーツを組み合わせることで自由にレイアウトできるという画期的な基地。

### レスキュー隊員の時期のビークル

#### レスキューマシン
レスキューコマンド用のビークル。

1,2号、3,4,5号が合体して大型マシンになる(合体した形態に固有名称の設定はない)。
レスキュー1号（ジェッター）
航空機タイプのレスキューマシン。鋭角的なデザインでスピード感あふれる機体となっている。後部にレスキュー2号を合体できる。
レスキュー2号（ボンゴ）
小型サーベイヤーといった趣の6輪装甲車。ウィンチや救助ベッドを備えたレスキュー用ビークル。レスキュー1号と合体できる。
レスキュー3号（バードジェット）
クサビ型機首の後方に伸びたフレームにエンジンが着いた形状の戦闘機。エンジン部分にミサイルを搭載。
レスキュー4号（バードベース）
バードシリーズの中核を担う移動基地的存在。12輪の装甲車両。3号と合体、5号をボディ後部に搭載。本体のパネルを左右と後方に展開し臨時の指令基地、または5号機の簡易ヘリポートに変形する。後方パネルは射出装置つきで、付属の小型バギー"サーチマシン"(前輪を外し付属の折り畳み式のジョイントアームで接続する拡張座席になる)を射出する。座席×2、パラボラアンテナ、左右パネル展開時の支柱×4+1付属。
レスキュー5号（バードヘリ）
無人飛行する小型の偵察ヘリコプター。玩具はゼンマイ動力で自走する。
ミクロマンジャイロ
円形の動力部（フライホイール内蔵）を中心に、パーツの組み換えでジャイロスクーター、レーシングジャイロ、ジャイロナイパーなど、いろいろと組み変えが可能な戦闘ビークル。動力部のジャイロスコープ効果を利用して、様々なアクロバティックアクションが出来た。成型色はホワイト＋ブルーとオレンジ＋ブラックの2種類がある。それぞれにM-273レオナード、M-283クラークが付属。

#### 基地・その他
レスキュー秘密基地
岩山状の側面に大きな透明ドームがあり周囲にアンテナやミサイルが付属している。この3基のレーダーアンテナはスイッチになっており、ドーム内部の回転、壁面に隠蔽された座席が展開、内部に格納された小型メカ・「ベースマシン」を自動射出するギミックを搭載。基地内中央部のユニットはミクロマン4人を収納しモーターライズで回転。同ユニット上部には発光ギミックを有する。アマゾン総統が搭乗するビークル「アマゾンカー」が付属(ミサイル発射機能付き)。
新タワー基地
タワー基地のリメイク商品。レスキュー隊員用基地として再発売された。単なる色替えではなく、ブロー成形のベース部分やタワーの上のコントロールユニットのデザインも新規のデザインに変更されている。
コスモローター1
メカの上に人形を立たせ、押すことでタイヤと連動してあたかもミクロマンが歩くようなアクションをする。同時に上部のローター（プロペラ）が回転する。ボディカラーは赤と白があり、ブリスターパッケージで発売され、どちらにもM274カールトンが付属している
コスモローター2
1と同様ボディカラーは赤と白があり、ブリスターパッケージで発売され、どちらにもM284フォスターが付属している。
ミクロマンパワーアップセット
スモーククリアーとソリッドグリーンのM101シリーズフィギュアにマントを装着、その他に強化ブレストやレーダーなど17ものパーツがセットになったセット。フィギュアに名前は付けられていない。試作段階ではレディコマンド用の武器もあったが、販売品ではファイターブレストを除く強化ブレスト系以外の装備は基本的にこの当時までに発売された全てのミクロマンフィギュアに装備できる。
ロボットマン２
1978年12月発売。ロボットマンの成型色を変更し、ヘルメットや胸の装甲などの新しいパーツを付加したリデコ商品。

### ミクロマンブリザード・パンチの時期のビークル
ミステリージェット（スコーピオ）
B-3ベスタとのセット商品。手に持った電動ユニットをジェットに差すことでジェットがミステリー走行するもの。搭乗方法が上半身のみと究めて独特。
ミステリーバイク（アクエリアス）
B-4セレスとのセット商品。ホバーバイクのような機体にジェットと同じように電動ユニットを差すことでバイクがミステリー走行するもの。
パンチロボ
ミクロマンパンチが乗り込むロボット。この名前の通り基本的に接近戦用ロボット。左腕の拳を撃ち出すことが可能。腕部は肘･肩が可動し上半身はポージングの幅が広い。装備されたクランクアームで頭部と機首を移動し足を横に展開することで飛行形態になれる。また、飛行形態の機首のミサイルはロボ形態時にも前方へ展開することで発射が可能になっている。設定ではデスキングを撃破し決着を付けた最終機動兵器。P-05アントニオ付属。デザインはダイアクロンのロボットベースに近い。
パンチジェット
ミクロマンパンチが乗り込む万能メカ。後部エンジンを折り曲げてガウォークのような背の高い戦車形態になれる。P-06ハルク付属。

#### その他のミクロマンブリザード・パンチ時期のビークル
ローリングサンダー
非常に未来的なセンスで設計された宇宙機動車というべきマシーン。車輪は6つで全てが銀メッキの球である（中央の車輪状部分にだけ細いゴムバンドが付属）。先端のドーム状コクピットにミクロマンが乗り、後部には電動のタワーアームがミサイルランチャーを保持するという形。ただしコクピットには耐衝撃シートや固定ステップといったものがないため、居住性は究めて悪い（パンチ以外のミクロは振動で飛び出す危険もある）。M25Xシリーズの名前の無いレスキュー隊員（復刻時に「スチュアート」と命名された）が付属。
ブラックタイガー
大型の6輪戦車タイプのマシーン。2連装の主砲を備えた砲台は上部の対空ランチャーの銃座ごと電動で回転し、戦車自身もミステリー走行する。あちこちにジョイントがあるためミクロマンを多く立たせることができた。M26Xシリーズの名前のないレスキュー隊員（復刻時に「フレッド」と命名された）が付属。
ロボットマンゴッドファイター
1980年12月発売。ロボットマンの2度目のリデコ商品。新たなデザインのヘルメット状のパーツ、握りこぶしに変更された手、肩と脛に装着する盾、槍や銃などの武器が付属している。
この商品単体でドリル戦車に変形できる。

### アクロイヤー側のメカなど
ジャイアントアクロイヤー
総統アクロイヤーと側近のエイロイヤーらが作ったとされる大型戦闘ロボット。大型自走砲「アクロカノン」（頭・バックパック・脚）・ジェット戦闘機「アクロジェット」（胴体）・冷波ガンおよび腕や肩のマシンガン、足のミサイルが武器のマシンアクロイヤー・「アームロイドSh」（腕）・熱波ガンおよび腕や肩のマシンガン、足のミサイルが武器のマシンアクロイヤー・「アームロイドTa」（腕）が合体してジャイアントアクロイヤーになる。漫画版では、初登場時はアクロイヤー1と2が改造されて腕になっていたが、2回目の登場以降はShとTaが合体していた。メカアクロイヤーの腕を装着可能。ShとTaのキャノンパーツを使うとアクロイヤー1と2による腕合体も再現できる。その際アクロイヤー2の腕側は肘が内側のみに曲がる形となる（アクロイヤー2は腰部分が一体成型のため）。通常の曲がり方をするようにするには両方のボディを前方に向けて合体させるようにする。肩のジョイント部はロボットマンの胴体部のものと同一のサイズフォーマットであり、ロボットマンシリーズの腕も換装可能である。
単品販売とセット箱での販売があった。
- アームロイドSh（-シューター）　頭部はスタンダードなシルバーメッキ。胴体はダイキャスト製下地メッキそのままで、腕と下半身は藍。
- アームロイドTa（-タックス）　頭部はスタンダードなシルバーメッキ。胴体はダイキャスト製下地メッキそのままで、腕と下半身は赤。

メカアクロイヤー
下半身が戦車タイプの大型戦闘ロボット。ジャイアントアクロイヤーの脚をつけるためにジョイントも付属している。胸に内蔵された2門のキャノンと手に持たせるライフルが武器。ジャイアントアクロイヤーは頭部が銀色ではないが、こちらは頭部が銀で商品フォーマットに沿っていた。電動走行可能。肩のフォーマットがジャイアントアクロイヤーと共通なためジャイアントアクロイヤーのアームロイドやアクロイヤー1･2、アーデンロボやロボットマンの腕にも換装可能。
アーデンロボ
アーデンの専用ロボ。それまでにないシャープな外観だがアーデンとデザインが今一つ共有されていない（アーデンにはない口があった）。胴体や頭部にクリアーグリーンのパーツが使われており見た目美しい部分も。付属のパーツと手足を付け替えることでアーデンジェットになるが、ミクロマンフォーマットの5mmジョイント穴が極端に少なく余剰パーツで遊ぶことが難しい商品であった。付属パーツを組み合わせればアーデン戦闘マシンにもなる。アーデンジェット時は頭部と両手足は余剰。脇部分にも肩と同一のジョイントがある。胴体部装備のジョイント部分内径はロボットマンの腕部ジョイントとの外径部と同一のサイズフォーマットなのでメカアクロイヤーやロボットマンシリーズの腕部と換装可能。
デスキング
星間帝王を名乗る悪の宇宙メカ生命体。ハレー彗星群を自らの艦隊に改造してその内部でデスマルク軍団を建造し、地球を征服して地球人を機械奴隷にしようと目論む。付属のミニジェットが巨大ランチャーにもなる。組み替えで戦車形態・キングファイターに変型。クランク状のアームで翼パーツと磁力ユニットが胴体と連結しており、磁力ユニットに武器をジョイントさせる。
当初の設定ではデスマルクの兵器のように描写されていたが、商品化に当たって現在の設定になった。冒険王の記事によると元はブリザードの仲間だったらしい。肩書きとポジション、一部デザインはトランスフォーマーシリーズのユニクロンに引き継がれた。ファンクラブ会報の漫画版での登場当初の姿は商品化されたデザインとは異なる。

### 未発売品
製品付属のカタログ、また玩具業界誌での広告や見本市などで発表されたものの、製品化が見送られたものが確認されている。
ミニロボQ
ミニロボットマンとミニメカドンのパンフレットに製品写真が紹介されていたミニロボットマン用のサポートロボ。胴体はミニロボットマンの流用品。アナウンスのみに終わり系列製品の発売には至らなかった。
スカイシャーク
スパイ・カーシリーズの外箱裏面に7番目の機体として長らくイラストのみ掲載されていたが、とうとう発売されることはなかった。ターゲットゲームと玉入れゲームで遊べる仕様だったらしい。
ラジオコントロール・フードベースRC-B ノア
1978年の業者向け総合カタログで告知された、フードマンが乗る大型の基地。宇宙船の形をしたラジコン商品で、予価は6000円とされ、発売されていればミクロマン最大の高額商品となったであろう。
巨大ロボG-1
レスキューシリーズ期に企画されたラジオコントロール内蔵の大型ロボット。操縦用プロポにトランシーバー機能が内蔵されており、声を送るとロボットに装備されたもう片方のトランシーバーから音声が出る。外せば単独でトランシーバーとしても使用可能といった仕様が想定されていた。1979年の総合カタログや玩具業界紙に告知が打たれていたが、検討用モデルの公開のみに終わっている。

## 用語
αH7（アルファ･エイチ･セブン）
ミクロマンが発生した原因と言われる謎の元素体。生体物質を1/20の大きさに縮小してしまう効果を持つ。
ミクロアース
ミクロマンの生まれ故郷。高度に発達した科学文明を持つがαH7の影響である日、謎の爆発を遂げ宇宙より消滅した。フードマンたちは宇宙船「ノア」で航行中だったため難を逃れたものの、いずれは自身を縮小しなければならない事態に陥ることになる。
片貝博士（かたがい-）
ミクロマンの協力者であり「変身サイボーグ」や「アンドロイドA」の開発者でもある。コミック版と一部設定が異なり「ビクトリー計画」による地球人とミクロマンの協力体制を敷くべく構想を練っていたが、そのことによりやがてアクロイヤーから狙われることになる。なお、末子のあきらがミクロマンと共闘していたことはある事件で目撃するまで全く知らなかった。
片貝あきら（かたがい-）
森藤よしひろ版コミック版で主人公となる少年。片貝博士の末子。兄二人がサイボーグとなっていることは全く知らされていなかった。ミクロマンとの出会いにより直接的なアクロイヤー軍団との戦いに巻き込まれていく。レスキュー期のミニパンフレットなどにも顔を出している。こちらは後述の「コミカライズ」の項も参照。後年のTVアニメ「小さな巨人ミクロマン」では意外な形で登場することとなる。

## 漫画
- 小学二年生　1974年9月号から1975年3月号まで連載。作画：かたおか徹治、田中みきや。
- テレビマガジン 1976年1月号増刊人気ヒーロージャンボ号から1985年4月号まで連載。原作：響わたる、作画：森藤よしひろ

この作品はシリーズのバックグラウンドや世界観をよりわかりやすく説明し、新商品の紹介ともなった。また、単なる販売促進漫画に終わらず、ミクロマンの世界をもとに科学まんがとしての側面を持つサイドストーリー「とびだせ!ミクロマン」などが加えられた。
登場人物はミクロマンと知り合い、共に戦う正義感が強い少年・片貝あきらとスーパーミクロマンのジャック、スパイマジシャン、タイタンたち。アクロイヤーと対決する際にはあきらも、各ミクロマン達のミクロブレストから発する縮小化光線を照射されて小さくなり、ロボットマンに乗って出撃する。なお、あきらの両親は息子の友人にミクロマンたちがいることを知らず、あきら自身もミクロマンたちから存在の公表を口止めされている。父親は博士号を持つ研究者で、なぜアクロイヤーが存在するのか、それと戦っている小さな集団は何者なのかについて研究を続けている。第2巻最終話でようやく、ミクロマンの縮小化に関与しミクロアースを崩壊に導いたαH7の存在を確認した（このエピソードではミクロマンコマンドが初登場する）。
なお、ジャックは第1回では通常のミクロマンだったが、アクロイヤーとの戦いで戦死、しかしスーパーミクロマンとして甦った。実際の商品とは名前が食い違っているのはそのためである。
- 冒険王では、新宅よしみつ（1976年2月号 - 1981年3月号）による漫画が連載された。後続シリーズのニューミクロマンの漫画も、池原しげと（1981年4月号 - 1983年3月号）、古城武司（1983年4月号 - 1984年6月号）によって漫画が連載された。
- 他に、ミクロマンコマンドM17Xシリーズをセットした大型ブックレット「マガジン　ゼロゼロ」が製作され、この中で在りし日のミクロアースが紹介されていた。

### 書誌情報
森藤よしひろ『ミクロマン完全版』（ミリオン出版）
1. 2003年7月11日刊行　ISBN 4-8130-1082-2
2. 2003年9月11日刊行　ISBN 4-8130-1088-1
3. 2003年11月12日刊行　ISBN 4-8130-1089-X

## 主題歌
1976年、日本コロムビアよりシングルレコード（型番：SCS-313）として発売。
タイトル『ミクロマン』
- A面：「小さな巨人ミクロマン」
- B面：「その名はミクロマン」

2曲とも、作詞は丘灯至夫、作曲・編曲は菊池俊輔、歌は水木一郎。
なお、2曲とも、1991年発売の『水木一郎大全集 Vol.2』（型番：COCC-7168/9）でCD化された。

## ＣＭ
ミクロマンはテレビアニメーションなどの展開は行われなかったが、毎シーズンTVCMが投下されていた。
毎回特徴的なサウンドロゴが歌われる。時期によって曲調や歌手が異なる。
串田アキラ・成田賢・MoJo・町田義人などが起用されている。

ナレーター

田中崇(最初期)

内海賢二(ほぼ全般)

家弓家正(ミクロマンコマンド等)

## 海外展開
米国MEGO社との業務提携により、1977年よりMICRONAUTSというシリーズが展開されている。
イギリスではAIRFIX社よりMICRONAUTSというシリーズ名で展開。
イタリアではGIG社によりI MICRONAUTIというシリーズ名で展開されていた。

## 後続シリーズ
ミクロマンは、1980年末の展開を持ってそれまで続いていた展開が一旦終了。一旦リセットされて、1981年4月から「ニューミクロマン」という既存の人形の成型色を変更したものと、新たな乗り物などの商品が展開され、変形ロボットを主軸とした「ミクロチェンジシリーズ」などを経て1984年に展開は終了した。1990年代後半に入ってからは復刻版や新シリーズなどの展開が始まるが、詳細はミクロマンシリーズを参照。

## 復刻版
1996年、玩具メーカー浪曼堂より、復刻シリーズ「ミクロマン21」として復刻版が発売された。1997年末頃までミクロマンコマンド・スパイマジシャン・ミクロナイトなどのシリーズが発売された。
1998年、本家である株式会社タカラより復刻版が発売された。初期のミクロマン・M111シリーズ・M121シリーズ・スパイマジシャン・ミクロマンコマンド・フードマン・レスキュー隊員の他、アクロイヤーやアーデンなどの敵側のキャラクターなども発売され、オリジナルのミクロマンで未発売に終わったアクロイヤーのカラーバリエーションや、限定版として新たなカラーの新キャラクターなども追加された。様々な企業やイベントなどとのコラボレーションされ、限定版として特別なカラーなどが多数発売された。

## コンピュータゲーム
- 小さな巨人ミクロマン

1999年3月11日発売のPlayStation用ソフト。『ミクロマン・マグネパワーズ』及び復刻版ミクロマンシリーズが展開中の時期に発売された、旧シリーズのミクロマンをテーマにしたゲーム。ゲーム内で入手できるディスクを集めることで、1970年代に放送されたテレビCM等の映像が閲覧できる。オープニングデモでは、水木一郎のコマーシャルソング「小さな巨人ミクロマン」をバックに、CGで作画されたミクロマンが縦横無尽に活躍する。なお、エンディングソングは同じく水木が歌唱するニューミクロマンのCMソング「グッドラック地球」。ナレーターはCMと同じく内海賢二が担当。

## こぼれ話
- スーパーミクロマンは形としてはM10Xシリーズの強化版であり、森藤よしひろの漫画版でも戦いで死んだM102ジャックを改造したことになっている。しかし実際にはM20XシリーズやM21Xシリーズは別の名前で発売されている。
- 森藤版では、M131ディックは第5話で死亡している。
- 同じく森藤版に登場する主人公の少年、片貝あきらの姓は変身サイボーグとなった兄弟、片貝健一、健吾と同じである。父親は片貝博士であり、あきらは末子ということになる（初期の研究室の場面に二人の写真を入れた写真立てがある）。
- M16XシリーズのイニシャルはSだが、M162サンダーはThunder（雷）の誤記か、Sander（研磨機）の意味か、意見が分かれている[要出典]。
- M17Xシリーズのカプセルには開発者の小川にちなんで「小川」と縦に読める溝が刻印されている。後のインタビュー記事で「コマンド1号」と紹介されているが正しくは3号である。
- ブーム最初期にカネボウから「ミクロマンガム」が発売された。点数券を集めることでオリジナルカラーのミクロマンやタイタンがもらえ、第2期はミクロマンコマンドやジムカがプレゼントされた。このようなオリジナルの玩具をモチーフにしたキャラクター菓子自体の発売は当時は非常に珍しく、当時のミクロマン人気の高さを窺わせる。なお、パッケージアートの片面は製品写真、もう片面はコミック版の森藤よしひろによるものであった。
- コミック連載期に開催されたテレビマガジン主催のツアーには、天才バカボンなど放映中のキャラクターたちの着ぐるみに混じって、18/1サイズのM162サンダーも同行していた。
- フジテレビで放送されたコント番組『とぶくすり』でナインティナインの岡村隆史がミクロマンのパロディーキャラクターを演じたことがある。その時の容姿はM114ブラッキーを模していた。
- ハドソン発売のゲーム『ドリームミックスTV ワールドファイターズ』にはM12Xシリーズ準拠のミクロマンが参戦している。声優は野島健児。1PカラーはM121メイスンだが、タイプ（カラー）変更でM122マイケル、M123ミラー、M124マックスの姿に変わる。